# Вяз (Нижегородская область)
Вяз — посёлок в Городском округе Бор Нижегородской области России.

## География
Посёлок расположен на левом берегу реки Вишня, левом притоке реки Керженец, на расстоянии примерно в 53 км к северо-востоку от города Бор, административного центра городского округа, вплотную примыкая с севера к посёлку Рустай. Абсолютная высота над уровнем моря — 97 м.